# Анплаггед (альбом 5'nizza)
 Анплаггед  — це неофіційний альбом харківського гурту 5'nizza.

## Композиції
1. Солдат
2. 5'Nizza
3. Ямайка
4. Сюрная
5. Сон
6. Я с тобой
7. Ты кидал
8. Я не той
9. Стрела
10. Вода
11. Я тебя вы...
12. Весна
13. Big Badda Boom!
14. Нева
15. Свобода
16. Ушедшим слишком рано
17. Jammin'